# Papa Innocenzo III
Innocenzo III, nato Lotario dei conti di Segni (Gavignano, 22 febbraio 1161 – Perugia, 16 luglio 1216), è stato il 176º papa della Chiesa cattolica dal 1198 alla morte.
Era figlio di Trasimondo de comitibus Signiae (conte appartenente ai notabili della cittadina di Segni) e di Clarissa Scotti, secondo alcuni studiosi imparentata con la famiglia di papa Clemente III. Suo padre fu membro del famoso casato dei Conti, detti anche "conti di Segni", che alcuni genealogisti congiungono ai conti di Tuscolo e addirittura alla gens Anicia (ciò lo renderebbe lontano parente di svariati pontefici, tra cui Benedetto IX, dei Tuscolani, e Gregorio I, degli Anici); alla stirpe dei conti di Segni furono legati da rapporti di parentela i pontefici Gregorio IX e Alessandro IV; alla loro discendenza appartiene Innocenzo XIII.

## Biografia

### Formazione e carriera ecclesiastica
Secondo alcuni storici, Lotario nacque a Gavignano, nell'attuale provincia di Roma. Egli compì i suoi studi a Roma, poi studiò teologia a Parigi (dove ebbe fra i suoi insegnanti Pietro di Corbeil, Pietro Cantore, Pietro di Poitiers, Migliore di Pisa), quindi diritto canonico a Bologna, con Uguccione da Pisa. In breve tempo Lotario divenne uno degli intellettuali più raffinati e uno dei maggiori esperti di diritto canonico del suo tempo.
Dopo la morte di papa Alessandro III (1181) tornò a Roma, dove ebbe incarichi durante i brevi pontificati di Lucio III, Urbano III, Gregorio VIII (1181-1187). Nel settembre 1190 fu nominato da Clemente III cardinale diacono con il titolo dei Santi Sergio e Bacco. La sua carriera non fu interrotta nemmeno dall'ascesa al soglio pontificio di Celestino III (1191-1198), benché la famiglia Orsini, da cui il papa proveniva, potesse considerarsi "nemica" dei conti di Segni. Durante il suo servizio nella Curia pontificia, Lotario scrisse una delle sue opere più note: De miseria humanae conditionis, conosciuta anche come De contemptu mundi.

#### Conclavi
Nel periodo del suo cardinalato Lotario dei conti di Segni partecipò a due conclavi:
- conclave del 1191, che elesse papa Celestino III
- conclave del 1198, che elesse papa lui stesso

### Elezione al Soglio

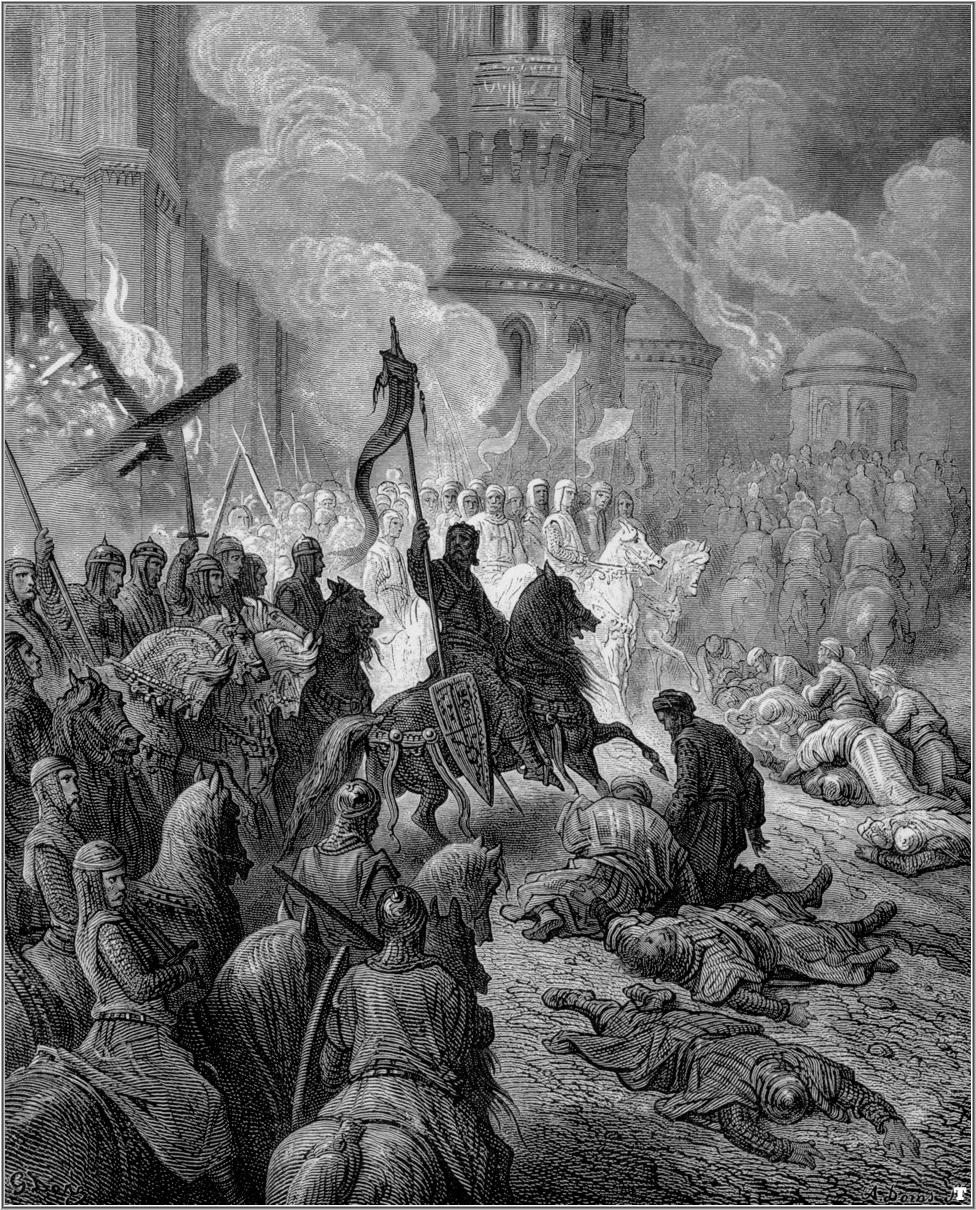
Gustave Doré: i crociati conquistano Costantinopoli

Celestino III morì l'8 gennaio 1198. Il giorno stesso si riunì il conclave e Lotario dei conti di Segni venne eletto papa a soli trentasette anni; il nome pontificale di Innocenzo non sarebbe stato scelto dall'eletto, ma gli sarebbe stato imposto da Graziano da Pisa, decano dei cardinali-diaconi, per eliminare e sostituire il ricordo dell'antipapa Innocenzo III, eletto nel 1179, e condannato all'esilio e internato nell'abbazia di Cava de' Tirreni dal 1180 al 1183, data della sua morte. Secondo un'altra ipotesi, Lotario avrebbe scelto il nome Innocenzo con riferimento a Innocenzo II, il quale, in occasione di un incontro a Liegi nel 1131, era riuscito ad affermare la superiorità del Papato sull'Impero, facendosi condurre su un cavallo bianco dal re dei Romani Lotario III rimasto a piedi (come papa Silvestro I aveva ottenuto dell'imperatore Costantino, a detta della "Falsa donazione di Costantino"). Con questo nome Lotario avrebbe resa chiara la sua volontà di cambiare politica nei confronti dell'Impero, rispetto alle concessioni e ai compromessi fatti dal predecessore Celestino III. Si fece intronizzare il giorno del 37º compleanno, nonché festa della Cattedra di San Pietro. Fu il primo pontefice a utilizzare uno stemma personale, tradizione che si consolidò arrivando fino ai giorni nostri.

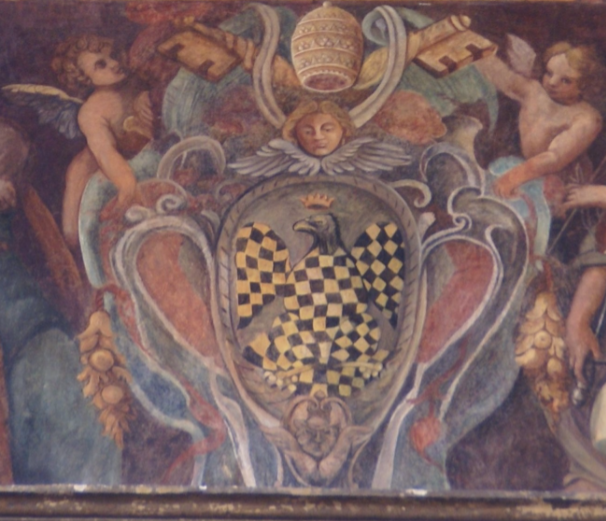
Stemma di Papa Innocenzo III, nel "Palazzo del Commendatore"

In quel periodo i papi venivano preferibilmente scelti tra i giuristi ecclesiastici, in modo da rafforzare i risultati della riforma, che aveva stabilito il primato della Chiesa sull'Impero, e dei chierici sui laici. Inoltre, doveva essere rafforzata anche la supremazia papale (già teorizzata progressivamente sotto il profilo canonistico nei vari secoli, attraverso i teologi di corte) rispetto alle altre sedi vescovili e metropolitane e sul mondo cristiano in generale. Innocenzo III rivendicherà il diritto di nominare in tutto l'Occidente, di cui è Patriarca, i vescovi, che prima venivano eletti dai Sinodi locali. Progressivamente tenterà di avanzare questo primato anche in Oriente, dopo il disastro della IV Crociata e il famigerato sacco di Costantinopoli del 1204, cioè soltanto centocinquant'anni dopo lo scisma che divise la Chiesa d'Occidente da quella d'Oriente (anno 1054).
Il suo intento di riunificare dopo un secolo e mezzo la Chiesa di Roma e la Chiesa di Costantinopoli, cioè i latini e i greci (anche di fronte all'avanzata dei musulmani), naufragò per le atrocità e violenze perpetrate dai crociati, in maggioranza provenienti da Venezia.
Sulla scelta di Lotario dovette pesare, oltre che la sua cultura, anche il suo spirito mistico, manifestato nel trattato del De miseria humanae conditionis dove la miseria dell'uomo veniva contrapposta a una salvezza che può provenire solo dall'alto. Innocenzo III doveva rappresentare un solido caposaldo in grado di dare risposte al fiorire di ordini e gruppi religiosi non sempre fedeli alla Chiesa (come i patarini o i catari). Ma il suo misticismo non era votato al ritiro dal mondo, bensì alla sua dominazione, con il papato inteso come potere spirituale che era in grado di controllare tutti gli altri poteri.

### Relazioni con l'aristocrazia romana

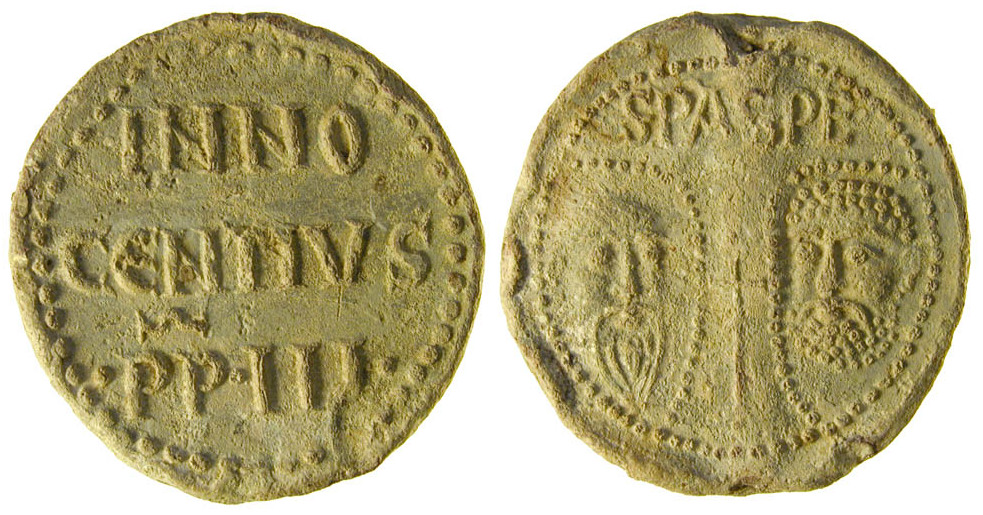
Bolla di papa Innocenzo III

Il papato era in balia delle potenti famiglie romane che con il Senato avevano limitato notevolmente l'autorità pontificia.
Innocenzo III dimostrò subito che le cose erano cambiate. L'unico senatore in carica fu rimosso e sostituito da un uomo di sua fiducia. Tale azione, che in passato avrebbe causato la rivolta della popolazione romana, in tale circostanza non incontrò nessun ostacolo. Successivamente sostituì i giudici, che erano quasi tutti esponenti dell'aristocrazia romana, sostituendoli con uomini dell'amministrazione ecclesiastica. Emerse subito la concezione fortemente teocratica del pontefice, ancor prima della sua effettiva incoronazione avvenuta il 22 febbraio.

### Relazioni con l'imperatore

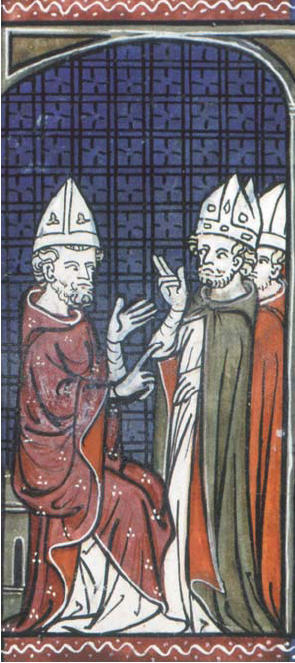
Papa Innocenzo III

Sul versante dell'Impero si trovò avvantaggiato dal fatto che in quel momento il trono imperiale era vacante dalla morte di Enrico VI di Svevia (1197) e nessun successore era ancora stato eletto. Il Papa approfittò della debolezza di Federico II di Svevia, che all'epoca aveva quattro anni, per ripristinare i diritti feudali della Chiesa sul Regno di Sicilia, chiedendo e ottenendo dall'imperatrice Costanza, vedova di Enrico VI e madre del piccolo Federico II, la rinuncia ai privilegi dei Quattro Capitoli, che erano stati concessi a Guglielmo I di Sicilia da papa Adriano IV. Solo allora Innocenzo investì Federico II del titolo di re di Sicilia, nel novembre del 1198. Inoltre, Innocenzo ottenne da Marcovaldo di Annweiler (vicario dell'imperatore in Italia) la restituzione alla Chiesa della Provincia Romandiolæ e della Marca di Ancona. In modo simile, i Ducati di Spoleto, Assisi e Sora vennero ripresi al tedesco Corrado di Urslingen.
Nel frattempo, in Germania, i ghibellini e i guelfi avevano eletto due imperatori rivali, rispettivamente: Filippo di Svevia e Ottone di Brunswick. Nel 1201 il Papa aveva appoggiato apertamente Ottone, riconoscendolo come re dei Romani e minacciando la scomunica a tutti coloro che si fossero rifiutati di riconoscerlo. A tale scelta contribuì il fatto che Ottone avesse promesso di cedere alla Santa Sede alcune regioni italiane dell'impero e anche di rinunciare a determinati diritti imperiali, tra cui la corona dell'Italia meridionale, annessa a quella imperiale.

Il papa rese chiaro ai principi tedeschi, attraverso il decreto Venerabilem del maggio 1202, quale fosse la sua concezione delle relazioni tra Impero e Papato (questo decreto venne in seguito incorporato nel Corpus Juris Canonici). I punti principali del decreto erano: i principi dell'Impero potevano eleggere liberamente il loro re, ma il diritto di decidere se il re fosse degno della corona imperiale apparteneva al papa; in caso di doppia elezione, i principi dovevano chiedere al papa di fare da mediatore o di pronunciarsi in favore di uno o dell'altro pretendente. Questo diritto derivava dall'atto d'incoronazione di Carlo Magno compiuto da Leone III. Egli assimilava in proposito il Papato al Sole e l'Impero alla Luna, a significare come la potestà di quest'ultimo traesse splendore dall'autorità del primo.

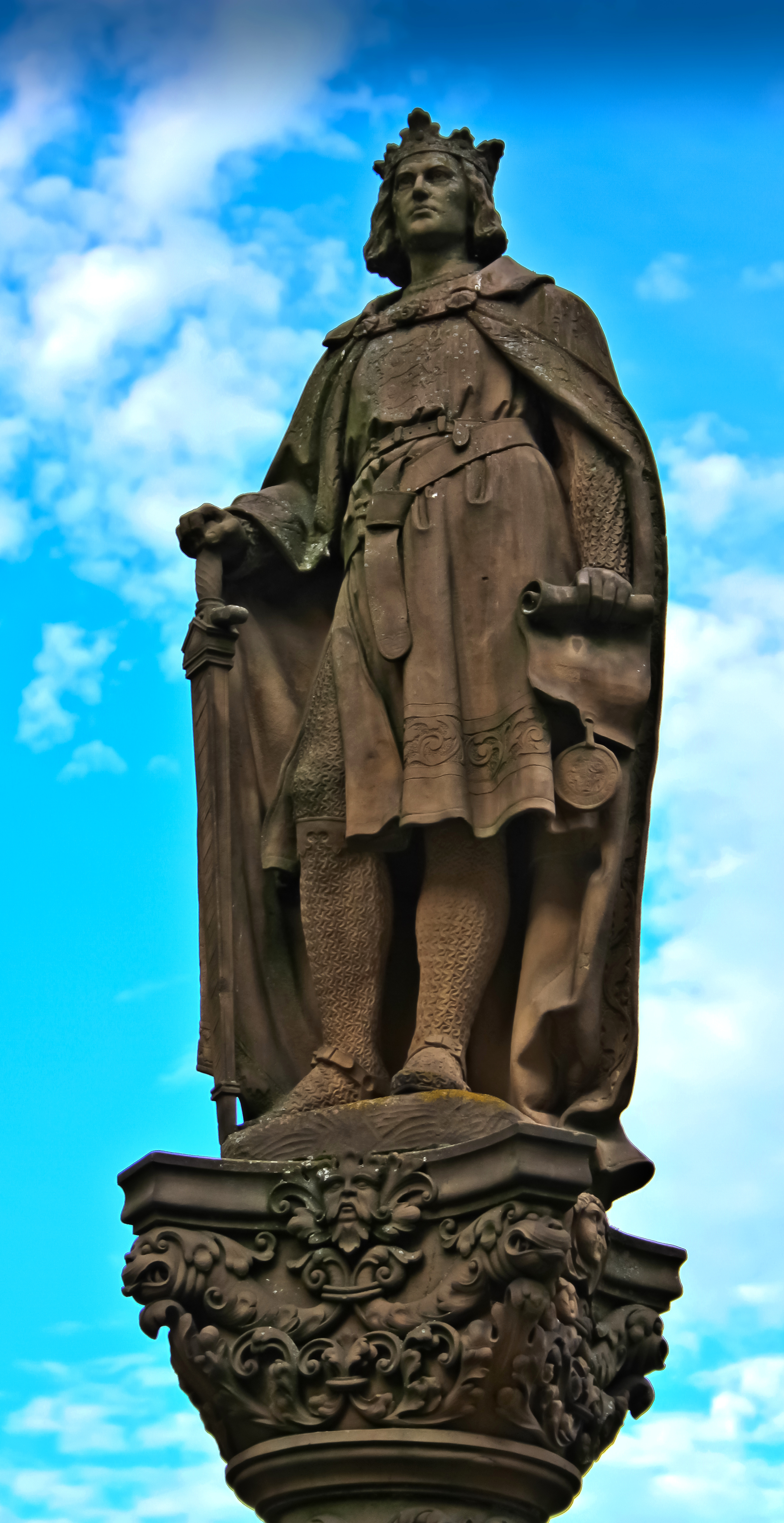
Statua di Federico II di Svevia a Reutlingen.

Innocenzo III volle poi usare l'autorità papale per riacquistare il potere pontificio nell'Italia meridionale: quando Gualtieri III di Brienne, che aveva ricevuto dal defunto imperatore Enrico VI la promessa dei feudi di Taranto e Lecce, nel 1201 si recò a Roma per ottenere dal papa il riconoscimento dei titoli, il pontefice lo nominò principe di Taranto, duca di Apulia e conte di Lecce e inoltre lo scelse come proprio paladino per riportare il controllo nel Regno di Sicilia, messo in pericolo da quando Marcovaldo di Annweiler e Diopoldo di Acerra, con il sostegno dell'arcivescovo di Palermo Gualtieri di Palearia, pretendevano il tutoraggio sul piccolo Federico II, affidato invece dalla madre Costanza proprio al Pontefice. Gualtieri, sostenuto dalle lettere del papa e dalle truppe del conte Pietro di Celano, ottenne subito dei parziali successi, ricacciando Diopoldo nel suo feudo di Sarno, ma venne poi sopraffatto dai tedeschi (1205), facendo sfumare le mire del pontefice.
Nel frattempo le sorti della guerra civile in Germania sembravano andare a favore di Filippo e così il papa cambiò parere: gli tolse il bando e si dichiarò a suo favore; nel 1207, inviò dei legati in Germania per indurre Ottone a rinunciare al trono. Ma il 21 giugno 1208 Otto di Wittelsbach, un nipote del duca Ottone I di Baviera, uccise Filippo di Svevia a Bamberga, apparentemente per motivi personali. Alla Dieta di Francoforte, l'11 novembre 1208, Ottone IV venne riconosciuto re. Il Papa lo invitò a Roma per ricevere la corona imperiale: Ottone venne incoronato in San Pietro il 4 ottobre 1209. Prima dell'incoronazione, promise di lasciare alla Chiesa il possesso di Spoleto e Ancona e di garantire la libertà delle elezioni ecclesiastiche; sancì il diritto di appello illimitato per il papa e la competenza esclusiva sulla gerarchia per questioni spirituali; promise inoltre di aiutare la Chiesa nel debellare l'eresia (Patto di Neuss, confermato a Spira, nel 1209).
Ma poco dopo essere stato incoronato, Ottone riprese Ancona, Spoleto e altre proprietà della Chiesa, dandole poi ai suoi vassalli; inoltre, invase il Regno di Sicilia. Queste azioni gli valsero la scomunica, pronunciata il 18 novembre 1210.
Il Papa ottenne che la maggioranza dei principi ripudiasse l'Imperatore scomunicato ed eleggesse al suo posto Federico II di Sicilia; ciò accadde alla Dieta di Norimberga, nel settembre del 1211. Federico espresse le medesime promesse di Ottone IV; la sua elezione fu confermata da Innocenzo ed egli fu incoronato imperatore ad Aquisgrana il 12 luglio 1215.
Ottone si alleò con l'Inghilterra (era nipote di Giovanni Senza Terra) per combattere Filippo Augusto di Francia, ma fu sconfitto nella battaglia di Bouvines, nella contea delle Fiandre, il 27 luglio 1214, perdendo così tutta la sua influenza (morì il 19 maggio 1218) e lasciando Federico II imperatore incontestato.
Innocenzo svolse un ruolo importante, oltre che in Inghilterra, anche nella politica di Francia, Svezia, Bulgaria e Spagna.

### Governo della Chiesa

#### La quarta crociata

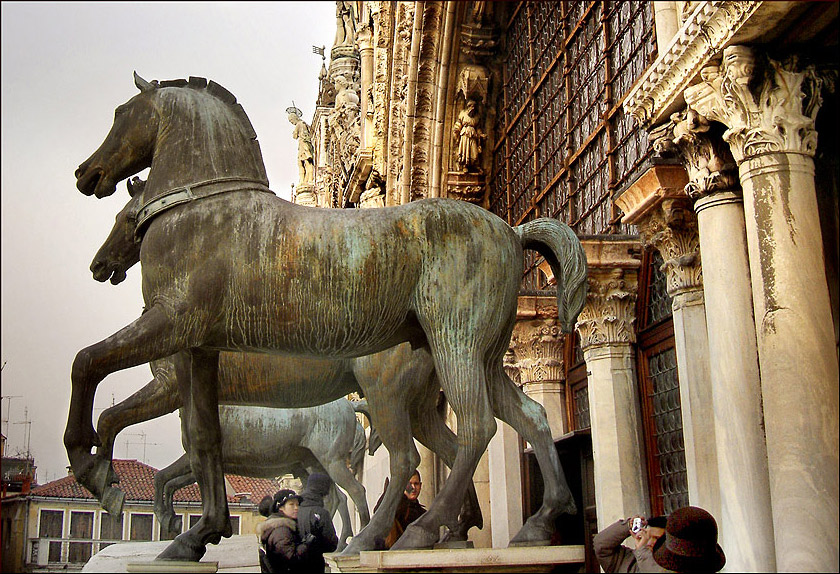
I cavalli di san Marco, preda del saccheggio di Costantinopoli

Una delle questioni più care a Innocenzo era la volontà di ricomporre lo Scisma d'Oriente del 1054, per conciliare i latini e greci. In questo senso egli prese più volte i contatti con Manuele Comneno. Tuttavia le mutue divergenze intorno alla questione del primato di san Pietro, impedirono la riconciliazione.
Nel 1198 Innocenzo III approvò la regola dell'Ordine della Santissima Trinità, un ordine religioso che si prodigava per la liberazione degli ostaggi cristiani in mano musulmana. Nello stesso anno il pontefice indisse la quarta crociata, rivolgendosi ai cavalieri e ai nobili in Europa piuttosto che ai re (al tempo Riccardo I d'Inghilterra e Filippo II di Francia erano ancora in guerra e diversi principi tedeschi erano nemici del Papa). 
Per ospitare i crociati durante il viaggio verso Gerusalemme fece ricostruire il vecchio ospitale della Schola Saxonum fondato dai Sassoni residenti a Roma nell'VIII secolo. Incaricò allo scopo un esperto Cavaliere dell'Ordine degli Ospitalieri di San Giovanni di Gerusalemme. Una volta che la ricostruzione fu terminata, Innocenzo III assegnò la gestione della struttura all'Ordine degli Ospitalieri, fondato attorno al 1175 dal religioso francese Guido di Montpellier (bolla Religiosam vitam, 25 novembre 1198). Rilevante fu pure la sua preoccupazione per i bambini orfani: per proteggerli e tutelarli, Innocenzo III dedicò a loro una nuova istituzione, la celebre "ruota degli esposti" dove venivano lasciati i bambini abbandonati.

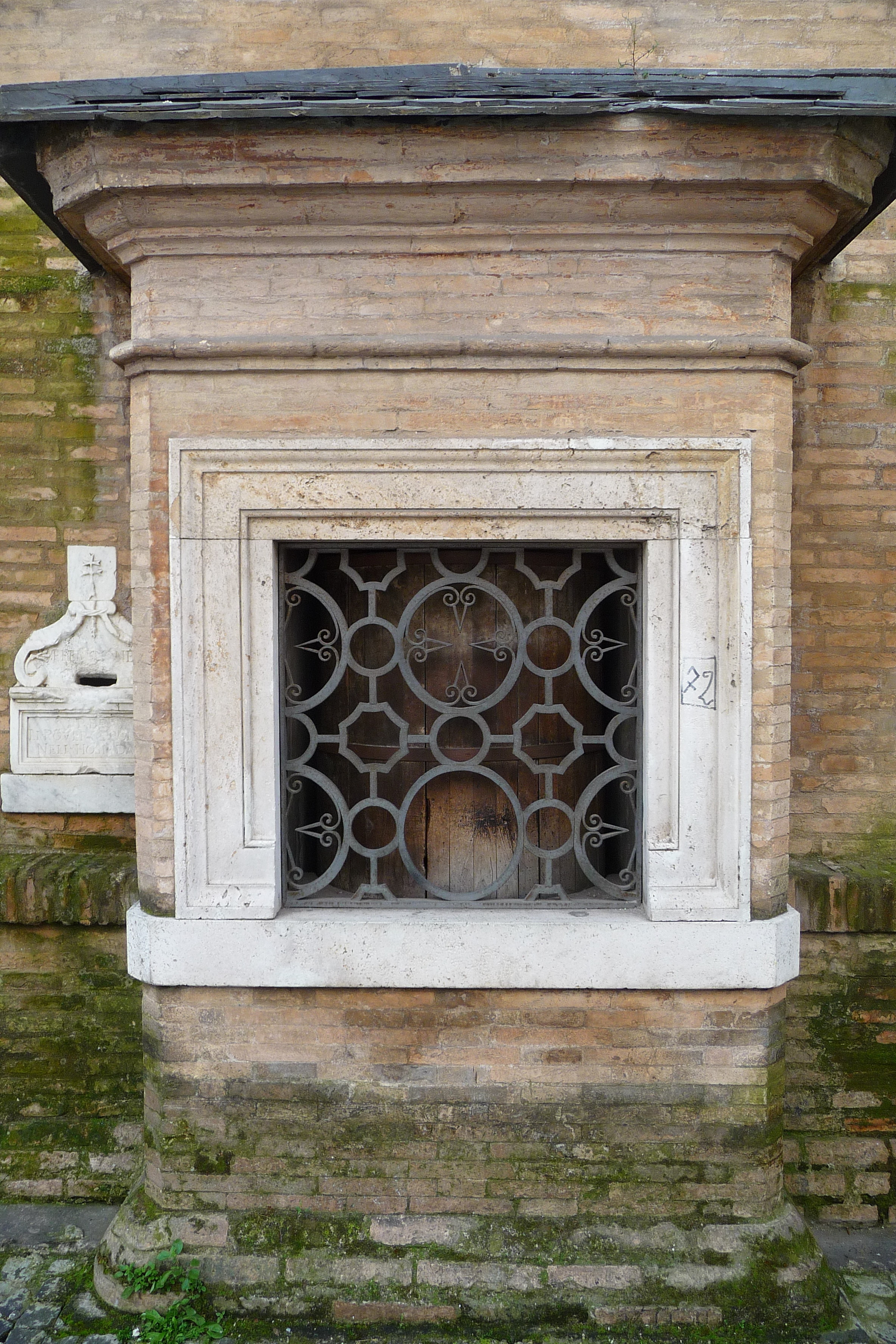
La ruota degli esposti

I primi a muoversi per organizzare il pellegrinaggio armato furono i Francesi. Nell'anno 1200 venne organizzata durante un torneo nella Champagne una crociata con i veneziani, dato che i francesi arrivati per l'imbarco erano inferiori al numero concordato, e dato che vi furono altri problemi relativamente al pagamento dei costi sostenuti da Venezia per l'approntamento della flotta. I Veneziani decisero di sfruttare l'occasione per andare a sedare una rivolta scoppiata a Zara nel 1202 e poi a Costantinopoli, dopo aver ricevuto una richiesta del figlio del deposto imperatore d'oriente (che poi decise di non mantenere fede ai patti), ove per questo misero in atto il sacco di Costantinopoli nel 1204, producendo la fittizia riunificazione delle Chiese greca e latina e la fine dello Scisma d'Oriente. In risposta Innocenzo scomunicò i veneziani di Enrico Dandolo ma, sebbene deplorasse i mezzi, accettò il risultato. L'esito della crociata in realtà non fece altro che acuire le incomprensioni tra cattolici e ortodossi, i quali non avrebbero mai perdonato il saccheggio di Costantinopoli durante il quale andarono perduti una quantità impressionante di preziose reliquie e tesori, in parte confluiti a Venezia come i famosi cavalli di San Marco. L'impero d'oriente fu spartito tra i crociati: a Venezia spettarono un quarto e mezzo (i tre ottavi) dei territori dell'impero d'oriente, tra cui Candia (Creta) e molte altre isole dell'Egeo; a Baldovino IX delle Fiandre, importante feudatario francese, spettò invece la corona di imperatore.

#### La lotta alle eresie

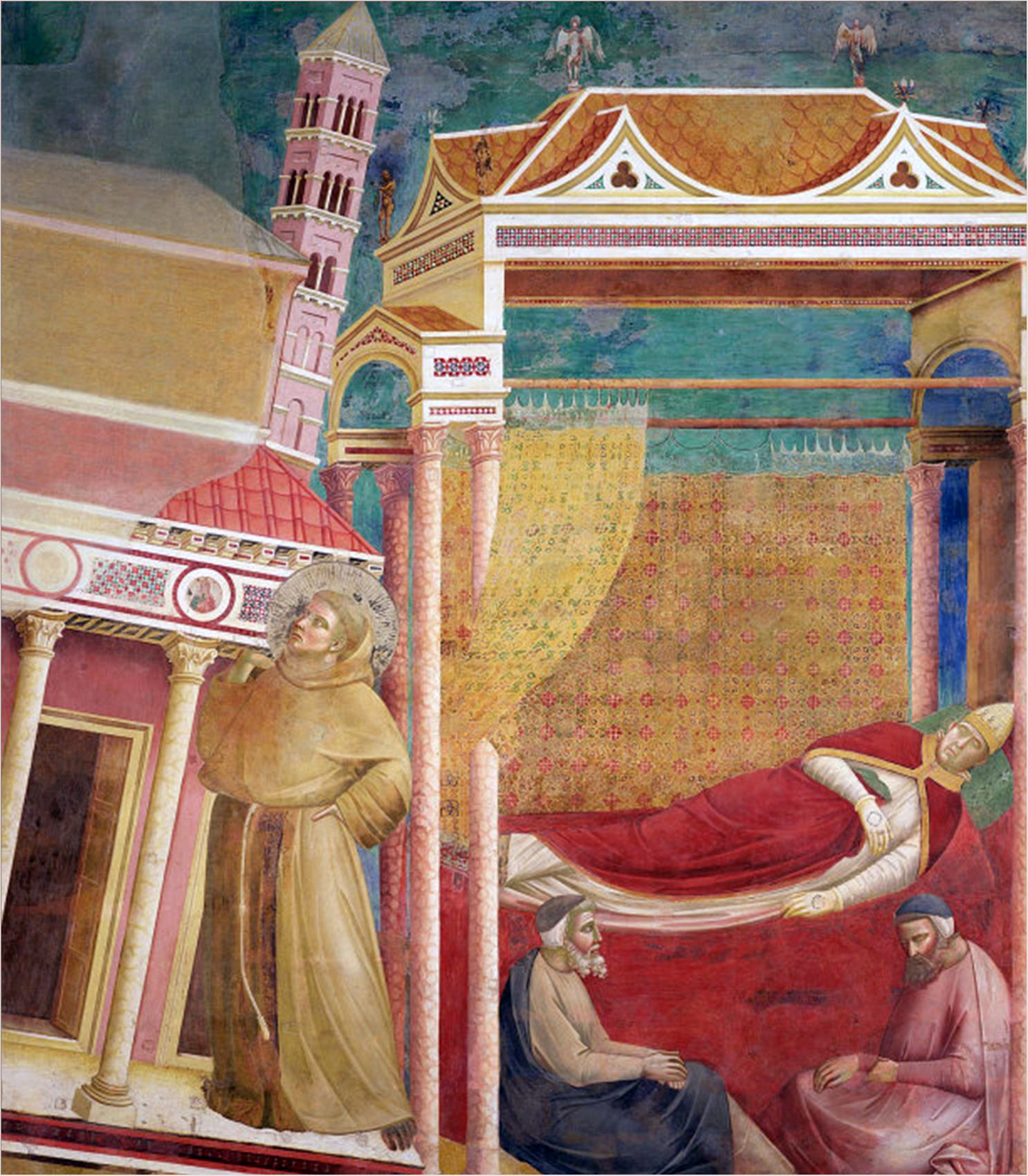
Sogno di Innocenzo III, Basilica superiore di Assisi

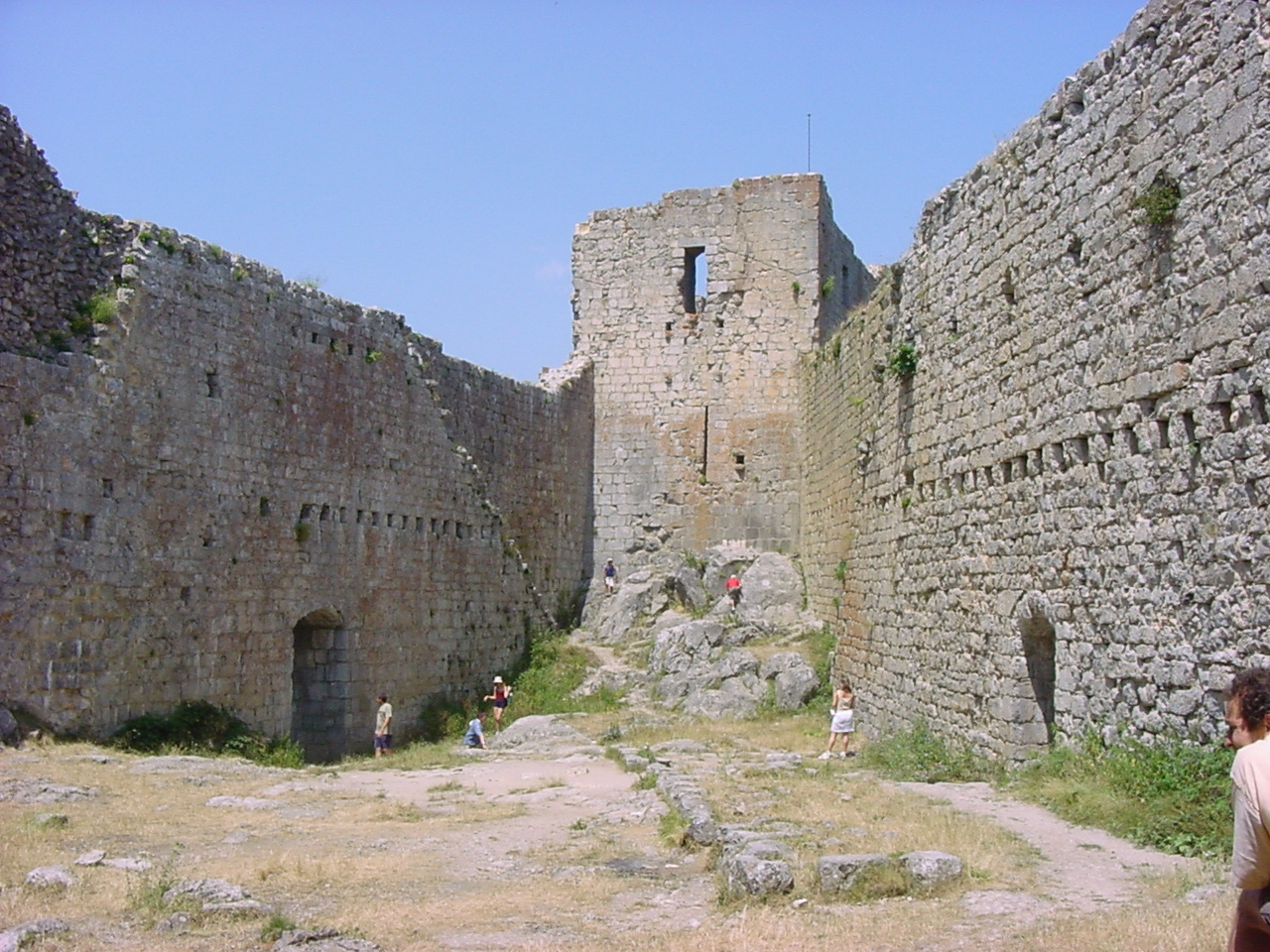
Interno del castello di Montségur, ultima piazzaforte degli albigesi

Innocenzo fu uno strenuo avversario delle idee ritenute eretiche che si stavano diffondendo in Europa: i catari (o albigesi) nel sud della Francia avevano fatto presa su gran parte della popolazione, dagli aristocratici ai ceti più umili e l'assassinio del legato pontificio spazientì il papa, che decise di avviare contro gli eretici una vera e propria crociata (fino ad allora usata solo per combattere musulmani e pagani), sotto la guida di Simone IV di Montfort. I feudatari del nord della Francia furono ben lieti di rispondere all'appello, che li autorizzava a depredare e conquistare le ricche contrade del sud del paese, le più prospere.
Fu questo il preludio della legittimazione dell'Inquisizione nel 1233: l'eresia doveva essere punita per il bene spirituale dell'individuo e per la conservazione della Chiesa. Nel 1199 la lettera decretale Vergentis aveva equiparato l'eresia al reato di lesa maestà.
La crociata durò più a lungo del previsto, dal 1209 al 1244 (con la caduta dell'ultima piazzaforte sui Pirenei, il castello di Montségur), ma ebbe un risultato di annientamento quasi totale dei catari, anche se si registrano alcuni focolai clandestini superstiti in Lombardia e in Toscana. Il prezzo pagato era però l'essersi assunti, da parte della Chiesa, la responsabilità di massacri di ferocia inaudita, fra cui spicca il massacro di Béziers del 22 luglio 1209, allorquando i crociati massacrarono 20 000 abitanti fra uomini, donne e bambini. Le uccisioni e le devastazioni crearono il risentimento di intere popolazioni: Innocenzo, già deluso dall'esito della quarta crociata, ebbe una nuova preoccupazione. Solo gli esiti positivi della Reconquista in Spagna sembravano non aver tradito la parola "crociata". Il contrasto stridente era però visibile a tutti: l'eroe spagnolo contro i musulmani, il trionfatore della Battaglia di Las Navas de Tolosa del 1212, Pietro II d'Aragona, fu ucciso infatti nella battaglia di Muret, mentre cercava di difendere la città di Montpellier dalla furia dei crociati.

#### Il IV concilio lateranense

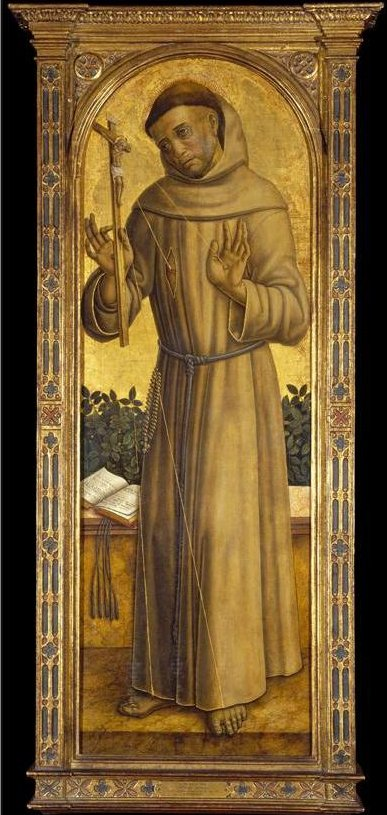
Francesco d'Assisi in un dipinto di Vittore Crivelli

Nel 1210 Innocenzo III dette un primo assenso orale all'Ordine francescano e nel 1211 anche ai Guglielmiti, inizialmente ordine eremitano, ma poi confluito anch'esso nell'alveo degli ordini mendicanti. Innocenzo aveva capito che l'insoddisfazione e i problemi dei ceti più umili erano facile preda dei predicatori, che senza molte difficoltà potevano diffondere movimenti ereticali in ampie fette della popolazione.
Innocenzo fu il primo a cambiare il tradizionale sospetto verso gli ordini popolari, iniziando una strategia di favore verso quelli che non mettevano in discussione l'autorità gerarchica ecclesiastica.
Nel novembre del 1215 Innocenzo convocò il IV concilio lateranense (il dodicesimo concilio ecumenico), che emanò settanta decreti di riforma. Tra questi venne definitivamente dichiarata la superiorità della Chiesa rispetto a qualunque altro potere secolare, quale unica depositaria della Grazia ed esclusiva mediatrice tra Dio e gli uomini. Se da un lato si istituiva il tribunale dell'Inquisizione contro le eresie, dall'altro si incoraggiava la predicazione popolare legittimando gli Ordini mendicanti. In tal modo la Chiesa da un lato si proclama come l'unica e vera sposa di Cristo, e in quanto tale è suprema e santa, dall'altro lato, riconoscendo gli ordini mendicanti (si veda l'attività apostolica del patrono d'Italia, san Francesco), si riconosce bisognosa di continua purificazione e di più strenui sforzi di evangelizzazione.
Si decise, inoltre, una crociata generale in Terra santa (la quinta crociata): Gerusalemme era infatti sempre nelle mani dei musulmani.

#### Concistori per la creazione di nuovi cardinali
Papa Innocenzo III durante il suo pontificato ha creato 41 cardinali nel corso di 10 distinti concistori.

#### Diocesi erette da Innocenzo III
Trasferimento della sede diocesana
- 1202: Diocesi di Livonia (trasferimento da Üxküll a Riga).

#### Altre opere
Nel 1198 consacrò il Duomo di Spoleto.

### La morte
Il concilio fu il trionfo di Innocenzo e anche il suo ultimo atto. Morì a Perugia, dove risiedeva all'epoca la curia romana, nel 1216, a soli 55 anni. Venne sepolto nella cattedrale di San Lorenzo, dove il suo corpo rimase fino a quando papa Leone XIII lo fece trasferire nella basilica di San Giovanni in Laterano, nel dicembre del 1891.

## Genealogia episcopale e successione apostolica
La genealogia episcopale è:
- Cardinale Ottaviano Poli dei conti di Segni
- Papa Innocenzo III

La successione apostolica è:
- Vescovo Rainaldo di Acerenza (1198)
- Vescovo Adhémar de Peirat (1198)
- Vescovo John of Leighlin, O.Cist. (1198)
- Arcivescovo Alberto di Riga (1199)
- Vescovo Mauger of Worcester (1200)
- Vescovo Ekbert von Andechs-Meranien (1203)
- Vescovo Albert Longhi (1203)
- Vescovo Malachias of Lismore, O.Cist. (1203)
- Patriarca Tommaso Morosini (1205)
- Vescovo Peter des Roches (1205)
- Arcivescovo Albrecht I von Käfernburg (1206)
- Arcivescovo Guillaume Amanieu (1207)
- Arcivescovo Antelm de Cluny (1207)
- Cardinale Stephen Langton (1207)
- Arcivescovo Gérard de Cros (1209)
- Arcivescovo Andrea III di Celano (1214)
- Vescovo Filippo di Troia (1214)
- Vescovo Christian, O.Cist. (1215)
- Vescovo Bonfiglio di Siena (1216)
- Vescovo Silvester of Evesham, O.S.B. (1216)

## Opere
- De contemptu mundi, conosciuta anche con il titolo De miseria humanae conditionis;
- De sacrosancto altaris mysterio;
- De quadripartita specie nuptiarum;
- Epithalamium in laudem Sponsi et Sponsae, appendice del precedente;
- Dialogus inter Deum et peccatorem;
- Libellus de eleemosyna, conosciuto anche con il titolo di Encomium Charitatis;
- Sermones;
- Postilla super septem Psalmos, conosciuta anche come Commentarium in septem Psalmos poenitentiales;
- l'inno Ave mundi spes, Maria;
- Constitutiones Concilii quarti lateranensis - Costituzioni del quarto Concilio lateranense, a c. di M. Albertazzi, La Finestra editrice, Lavis 2016.

## Il precursore del giubileo: l'"Indulgenza dei Cent'Anni"
Non esistono documenti del XII o XIII secolo al riguardo, ma fonti del 24 dicembre 1299 riportano come masse di pellegrini, a conoscenza di una leggendaria "Indulgenza Plenaria" che si sarebbe ottenuta al capodanno del secolo nuovo, cioè nel passaggio da un secolo all'altro, muovessero nell'anno 1299 verso Roma fin dentro l'antica basilica di San Pietro per ottenere la remissione completa di tutti i peccati. Né il Papa dell'epoca, Bonifacio VIII, né i prelati sapevano nulla di questa usanza, ma memorie del cardinale Jacopo Caetani degli Stefaneschi nel documento De centesimo sive Jubileo anno liber parlano di un vecchio di 107 anni che, interrogato da Bonifacio, asserì che 100 anni prima, il 1º gennaio 1200, all'età di soli 7 anni, assieme al padre si sarebbe recato innanzi a Innocenzo III per ricevere l'"Indulgenza dei Cent'Anni". Nonostante la testimonianza di questo centenario esista, non abbiamo fonti coeve a Innocenzo o più antiche che testimonino di quest'usanza, per la quale Innocenzo è l'unico papa menzionato, né di altre indulgenze simili. L'Indulgenza dei Cent'Anni avrebbe ispirato Celestino V nel decretare la Perdonanza e ispirò Bonifacio VIII nell'istituire il Giubileo.

## La visione di Santa Lutgarda
Santa Lutgarda raccontò che il pontefice, subito dopo la morte, le apparve tutto avvolto nelle fiamme: Innocenzo era in Purgatorio, condannato a starci fino al giorno del giudizio, a meno che non fossero state offerte preghiere in suffragio. La santa raccontò che Innocenzo disse d'esser stato punito da Dio per tre colpe: la prima era non aver mai voluto chinare il capo durante la recita del Credo niceno in segno d'umiltà, le altre due non vennero riportate. Avrebbe meritato l'Inferno, ma la Vergine Maria, cui il Papa era devoto, lo destinò al Purgatorio, inoltre gli concesse la possibilità di ridurre le sue pene. Il cardinale Roberto Bellarmino (1542-1621) ebbe a dire al riguardo:
(San Roberto Bellarmino, De gemitu columbae, 1617, libro 2, cap. 9)